# Kapitanat São Paulo e Minas de Ouro
Das Kapitanat São Paulo e Minas de Ouro war eine der administrativen Unterteilungen des portugiesischen Amerikas in der Zeit des kolonialen Brasilien, die 1709 durch den Kauf des Kapitanats São Vicente und des Kapitanats Paranaguá durch die portugiesische Krone nach dem Emboabas-Krieg und durch die Eingliederung von Teilen des Kapitanats Itanhaém entstanden. Während der etwas mehr als zehn Jahre seines Bestehens wurde es von drei von der Metropole ernannten Generalgouverneuren regiert.
Es wurde 1720 durch eine Aufteilung zwischen den Kapitanaten Minas Gerais und São Paulo aufgelöst.

## Kontext der Schöpfung
Nach der Entdeckung von Gold im Inneren des südamerikanischen Kontinents durch Entdecker aus dem Kapitanat São Vicente und Itanhaém begann eine Phase intensiver Wanderungsbewegungen von Siedlern aus der portugiesischen Metropole und anderen Regionen Portugiesisch-Amerikas in Richtung der neu entdeckten Minen. Diese Siedler - von den heutigen Bewohnern São Paulos (Paulistas) als Emboabas bezeichnet, ein Begriff aus der allgemeinen Paulista-Sprache, der „Außenseiter“ ("forasteiro") bedeutet - gerieten in Konflikt mit den Entdeckern der goldhaltigen Adern und lösten einen bewaffneten Konflikt aus, der als Emboabas-Krieg („Guerra dos Emboabas“) bekannt wurde und schließlich von der Krone gewonnen wurde, der es gelang, ihre Autorität in der Region zu behaupten.
Um die königliche Macht über die Minen zu stärken, wurden am 3. November 1709 die Kapitanate São Vicente und Paranaguá von der Krone gekauft, zusammengelegt und in das königliche Kapitanat São Paulo e Minas do Ouro umgewandelt.

## Territoriale Aufteilung
Zum Zeitpunkt seiner Auflösung hatte das Kapitol die folgenden Bevölkerungszentren, die hier nach ihrem jeweiligen Bezirk und dem Gründungsdatum geordnet sind:
- Bezirk Rio das Mortes (Comarca de Rio das Mortes)
  - Vila de São João del Rei (1713)
  - Vila de São José del-Rei (1718)
- Bezirk Rio das Velhas (Comarca de Rio das Velhas)
  - Vila de Nossa Senhora da Conceição do Sabará (1711)
  - Vila do Príncipe (1714)
  - Vila de Nova da Rainha do Caeté (1714)
  - Vila de Piedade do Pitangui (1715)
- Bezirk São Paulo (Comarca de São Paulo)
  - Vila de São Vicente (1532)
  - Vila de Santos (1546)
  - Cidade de São Paulo (1553, von einem Dorf zu einer Stadt erhoben wurde in 1711)
  - Vila de Nossa Senhora da Conceição de Itanhaém (1561)
  - Vila de Nossa Senhora das Neves de Iguape (1577)
  - Vila de São João Batista de Cananéia (1600)
  - Vila de Santana de Mojimirim (1611)
  - Vila de Santana de Parnaíba (1625)
  - Vila de São Sebastião (1636)
  - Vila Nova da Exaltação da Santa Cruz do Salvador de Ubatuba (1637)
  - Vila de São Francisco das Chagas de Taubaté (1645)
  - Vila de Nossa Senhora do Rosário de Paranaguá (1649)
  - Vila de Santo Antônio de Guaratinguetá (1651)
  - Vila de Nossa Senhora da Conceição do Rio Paraíba (1653)
  - Vila de Nossa Senhora do Desterro do Mato Grosso de Jundiaí (1655)
  - Vila de Nossa Senhora de Candelária do Outu Guaçu  (1657)
  - Vila de Nossa Senhora da Ponte de Sorocaba (1661)
  - Vila de Nossa Senhora da Luz dos Pinhais de Curitiba (1693)
  - Vila de Nossa Senhora do Bom Sucesso de Pindamonhangaba (1705)
- Bezirk Vila Rica (Comarca de Vila Rica)
  - Vila Real de Nossa Senhora (1711)
  - Vila Rica (1711)

## Liste der Generalgouverneure
| Nr. | Bild | Name | Zeitraum                      | Monarch   | Belege |
| --- | ---- | --- | ----------------------------- | --------- | ------ |
| 1   |      | António de Albuquerque Coelho de Carvalho                                                                             | 18. Juni 1710 - 31. Aug. 1713 | Johann V. | [ 6 ]  |
| 2   |      | Brás Baltasar da Silveira                                                                                             | 31. Aug. 1713 - 14. Sep. 1717 | Johann V. |        |
| 3   |      | Pedro Miguel de Almeida Portugal e Vasconcelos 3.º Conde de Assumar 1.º Marquês de Castelo Novo 1.º Marquês de Alorna | 14. Sep. 1717 - 2. Dez. 1720  | Johann V. | [ 7 ]  |

## Umfang und Grenzen
Dank der Bandeirantes verfügte das neue Kapitanat nun über ein riesiges Territorium, das das Hinterland von São Paulo, Paraná und Santa Catarina im Süden sowie Minas Gerais, Goiás und Mato Grosso im Westen und Nordwesten umfasste.
Es ist wichtig zu betonen, dass die westliche Grenze des Kapitanats durch den Vertrag von Tordesillas festgelegt wurde. Während der Philippinischen Dynastie (Iberische Union) expandierten die Portugiesen so stark in Südamerika, dass sie 1680 im Hinblick auf den Handel mit dem Becken des Río de la Plata und der Andenregion eine Niederlassung am linken Ufer des Río de la Plata, gegenüber von Buenos Aires, gründeten: Colonia del Sacramento. Die portugiesische Ansiedlung auf offiziell spanischem Territorium führte zu langen bewaffneten Konflikten, die in die Aushandlung des Vertrags von Madrid (1750) mündeten.

## Abspaltung
Als Folge des Aufstandes von Vila Rica (1720) und der Verschiebung der Einrichtung des Gießereihauses wurde die Verwaltungsautonomie von Minas Gerais verwirklicht, da Johann V. sie am 12. September desselben Jahres auflöste und das Kapitanat Minas Gerais und das Kapitanat São Paulo schuf. In ersterem wurde ein weiterer Bezirk geschaffen: Serro do Frio (mit Sitz in Vila do Príncipe).